# Ivan Vicelich
Ivan Vicelich (nascut el 3 de setembre de 1976) és jugador de futbol professional neozelandès d'origen croata, que actualment juga com a defensa per l'Auckland City FC del Campionat de Futbol de Nova Zelanda. És el jugador que més partits ha jugat amb la selecció de futbol de Nova Zelanda.

## Trajectòria per club
Vicelich jugà amb el Waitakere City i el Central United en la Northern League de Nova Zelanda abans d'establir-se com un dels millors jugadors del Football Kingz, quan el club d'Auckland va unir-se a la National Soccer League d'Austràlia el 1999.
Gràcies als contactes neerlandesos que tenia Vicelich, va ser capaç d'impressionar el Roda JC Kerkrade, amb qui fitxà el 2001. Era un jugador regular pel Roda JC fins al maig de 2006 quan signà un contracte de dos anys amb el RKC Waalwijk.
Va retornar a Nova Zelanda i va ser fitxat per l'Auckland City FC del Campionat de Futbol de Nova Zelanda abans de l'inici de la temporada 2008-09 i va ser un jugador clau pel club que participà en la Copa del Món de Clubs de 2009 als Emirats Àrabs Units.
El juliol de 2010, després que Ivan Vicelich fos titular en cadascun dels tres partits en què jugà Nova Zelanda en la Copa del Món de la FIFA de 2010, va fitxar un contracte curtet amb el Shenzhen Ruby F.C., un club de la Superlliga Xinesa, per quatre mesos. Va retornar a l'Auckland City FC el desembre de 2010.

## Trajectòria internacional
Vicelich debutà amb la selecció neozelandesa com a substitut en un partit en què perderen 7 a 0 contra la selecció uruguaiana el 25 de juny de 1995 a Paysandú, Uruguai. Va ser inclòs en la selecció de Nova Zelanda en la Copa Confederacions 1999 a Mèxic on jugà tres partits. De nou va jugar en l'edició de 2003 a França, jugant en dos partits; participà en la Copa Confederacions 2009 a Sud-àfrica, esdevenint el primer i únic futbolista neozelandès en jugar en tres Copes Confederacions.
El 16 d'agost de 2008 Vicelich anuncià que es retirava del futbol professional, però el 22 de maig de 2009 l'entrenador de la selecció neozelandesa Ricki Herbert va convèncer-lo i tornà al futbol professional. Jugà a la Copa Confederacions d'aquell any a Sud-àfrica, com a substitut pel capità Ryan Nelsen. Vicelich així continuà amb la seva carrera futbolística i fou seleccionat per a jugar en la fase classificatòria de la Copa del Món de la FIFA de 2010 contra Bahrain per a ajudar a Nova Zelanda per a classificar-se per la seva segona Copa del Món de la FIFA.
Ha jugat més de 83 cops amb la selecció de Nova Zelanda, incloent més de 73 partits internacionals oficials en els quals ha marcat 6 gols. En el primer partit de la fase classificatòria per la Copa del Món de la FIFA contra Bahrain assolí igualar el rècord establert per Vaughan Coveny amb 64 partits jugats.
El 10 de maig de 2010 Vicelich va ser seleccionat com un dels 23 neozelandesos que representarien a la nació en la Copa del Món de Sud-àfrica de 2010. Va acabar jugant tots en els tres partits que jugaria la selecció neozelandesa.

## Palmarès
- Lliga de Campions de l'OFC (3): 2008-09, 2010-11, 2011-12.
- Campionat de Futbol de Nova Zelanda (1): 2008-09.